# Vagó

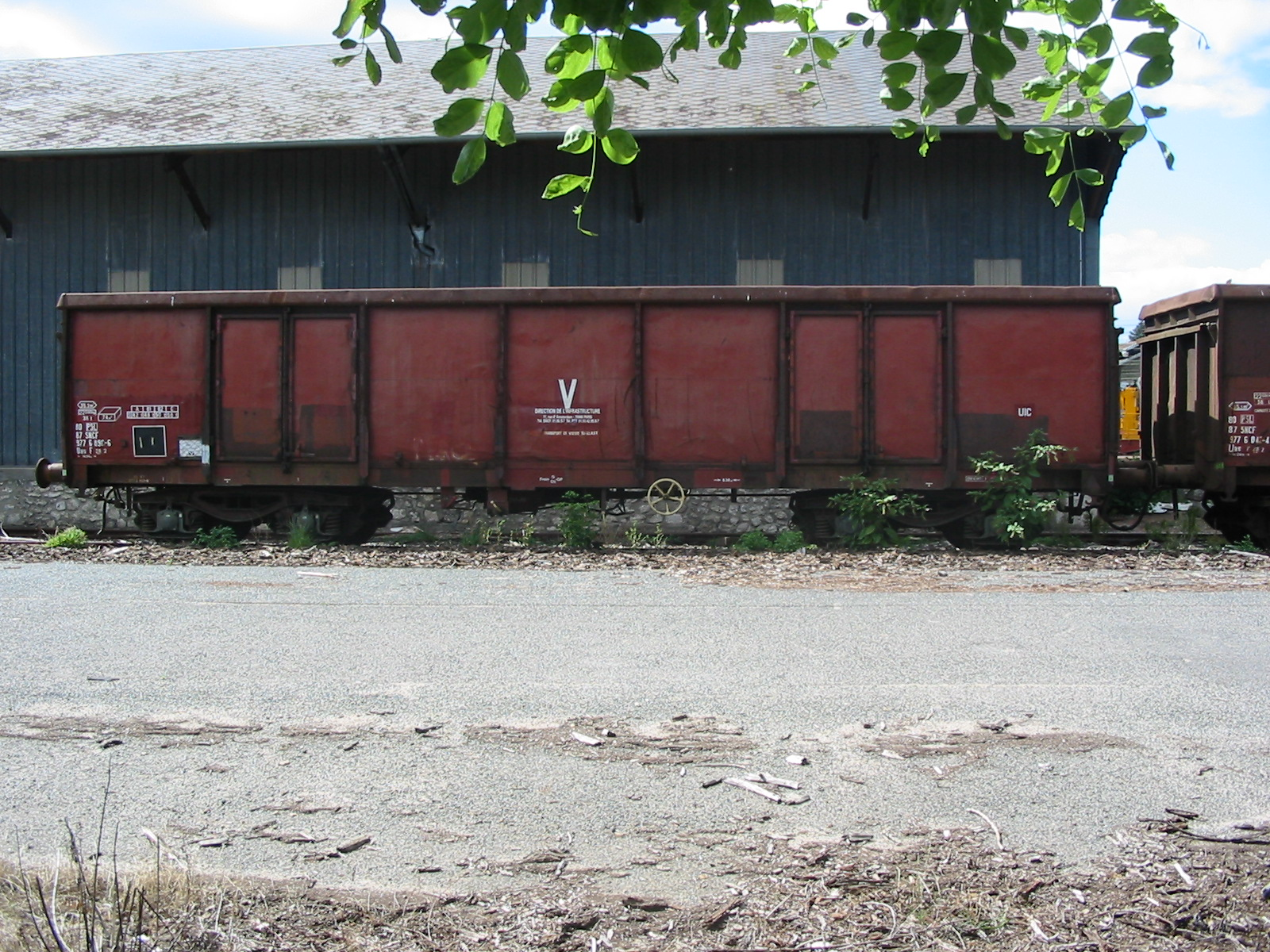
Vagó de tren.

Un vagó (anglicisme de wagon) és un vehicle dissenyat per ser arrossegat per animals de càrrega o altres enginys mecànics creats per l'home, com les locomotores.

## Història
Els vagons han estat usats des del segle I aC; els primers exemplars usaven rodes radials amb cèrcols de metall, muntades sobre un pivot davant l'eix i amb reblons per fixar-les. En el segle ix algunes millores en la suspensió van fer al vagó adient per a les carretes de dues rodes, especialment per transportar productes agrícoles.
En el cas dels vagons de ferrocarril, es defineix el vagó com al vehicle destinat al transport d'animals o objectes, contràriament al vagó de passatgers, que és destinat exclusivament al transport de persones.